# Cantano i fiori/Pazzo d'amore
Cantano i fiori/Pazzo d'amore è un singolo di Tina De Mola e Renato Rascel, pubblicato nel 1944 dalla casa discografica Fonit.

## Descrizione
Entrambe le canzoni sono arrangiate da Eros Sciorilli e fanno parte della colonna sonora del film Pazzo d'amore di Giacomo Gentilomo; Cantano i fiori è cantata dalla De Mola e Pazzo d'amore da Rascel.

## Tracce
LATO A
1. Cantano i fiori (testo: Renato Rascel – musica: Renato Rascel e Delibo)

LATO B
1. Pazzo d'amore (testo: Renato Rascel e Luigi Martelli – musica: Renato Rascel Giovanni Militello)